# تيتان (ده كردي)
تیتان (بالفارسية: تیتان) هي مستوطنة تقع في إيران في البلدة المركزية.